# Jessie St. James
Jessie St. James (estat de Califòrnia; 30 de novembre de 1953) és una actriu pornogràfica retirada estatunidenca.

## Biografia
Va debutar com a actriu pornogràfica en 1978, als 25 anys, amb la pel·lícula Blue Heat, durant l'època coneguda com Edat d'Or del Porno. n l'època de plenitud com a actriu va arribar a ser una de les actrius de major edat en moltes produccions, arribant a tenir papers de mestressa de casa o mestra.
Com a actriu, va treballar per estudis com Caballero, Metro, VCA Pictures, Pleasure Video, VCX, Blue Vanities, Essex Video, Dreamland Video, Diamond Films, Fat Dog, Odyssey, Xtraordinary Pictures, Cal Vista o Pink Video. També ha aparegut a revistes com Hustler o Swank.
Es va retirar com a actriu en 1984, amb un total de 100 pel·lícules. En 1988 va ser inclosa al Saló de la fama de AVN. Deu anys després ho faria al Saló de la Fama de XRCO.
En la pel·lícula Boogie Nights, dirigida el 1997 per Paul Thomas Anderson, el personatge de Melora Walters està basat en ella.

## Filmografia selectiva
- Easy (1978)
- Insane Desires (1978)
- Chopstix (1979)
- Blond Fire (1979)
- Tropic of Desire (1979)
- Fantasy World (1979)
- Insatiable (1980)
- Jesie St. James' Fantasies (1981)
- Talk Dirty To Me (1980)
- Blondes Have More Fun (1981)
- Center Spread Girls (1982)
- Swedish Erotica 46 (1983)
- Erotic Fantasies: Women With Women (1984)
- With Love Lisa (1986)
- Girls Who Were Porn's First Superstars (1999)
- Mature Women with Younger Girls 5 (2003)
- Big Clits Big Lips 7 (2004)
- Very Best of Dorothy LeMay (2006)
- Swedish Erotica 88 (2007)
- Ginger Lynn's Yours For The Asking (2007)

## Nominacions i premis
| Any  | Cerimònia   | Resultat | Premi                        | Treball         |
| ---- | ----------- | -------- | ---------------------------- | --------------- |
| 1982 | AFAA Awards | Nominada | Millor actriu de repartiment | Oriental Hawaii |